# Presidentvalet i Finland 1940

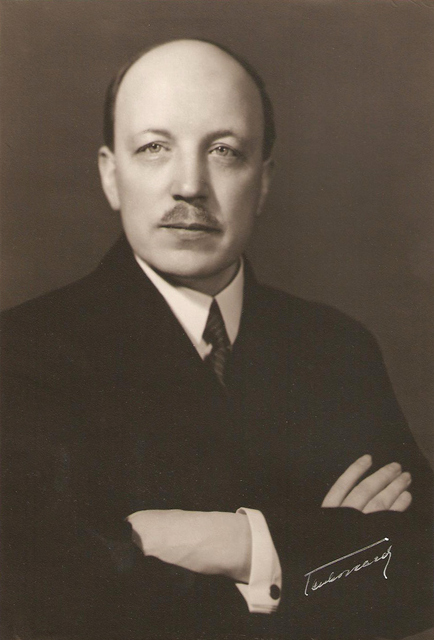
Risto Ryti, Finlands president 1940-1944.

Presidentvalet i Finland 1940 hölls 19 december 1940 och ledde till att Risto Ryti från Framstegspartiet valdes till president för en mandatperiod fram till 1943.
Kyösti Kallio hade 1937 valts för en mandatperiod på sex år. Kallio hade 27 augusti 1940 drabbats av en stroke och avgick av hälsoskäl 27 november 1940.
Genom ett undantagsförfarande genomfördes val av ny present genom att det elektorskollegium som valts 1937 kallades in igen för att utse en ny president för återstoden av mandatperioden fram till 1943. Det skedde alltså inte något nytt val bland allmänheten.
Ryti var vid detta tillfälle statsminister och ansågs ha gjort en god insats på statsministerposten under Vinterkriget 1939-1940. Han hade också stöd av avgående presidenten Kallio.

## Resultat
| Kandidat               | Parti                  | Elektorsröster | Andel  |
| ---------------------- | ---------------------- | -------------- | ------ |
| Risto Ryti             | Framstegspartiet       | 288            | 96,0 % |
| Johan Helo             | Socialisterna          | 4              | 1,3 %  |
| Pehr Evind Svinhufvud  | Samlingspartiet        | 1              | 0,3 %  |
| Toivo Mikael Kivimäki  | Framstegspartiet       | 1              | 0,3 %  |
| Ogiltiga/blanka röster | Ogiltiga/blanka röster | 6              | 2,0 %  |
| Totalt                 | Totalt                 | 300            | 100 %  |